# Liste der Monuments historiques in Gurcy-le-Châtel
Die Liste der Monuments historiques in Gurcy-le-Châtel führt die Monuments historiques in der französischen Gemeinde Gurcy-le-Châtel auf.

## Liste der Bauwerke
| Bezeichnung                  | Beschreibung                       | Standort | Kennzeichnung | Schutzstatus | Datum | Bild           |
| ---------------------------- | ---------------------------------- | -------- | ------------- | ------------ | ----- | -------------- |
| Ruinen der Kirche St-Jacques | Erbaut Anfang des 13. Jahrhunderts | (Lage)   | PA00087028    | Inscrit      | 1931  | weitere Bilder |

## Liste der Objekte
Zum Verständnis siehe: Kirchenausstattung
- Monuments historiques (Objekte) in Gurcy-le-Châtel in der Base Palissy des französischen Kultusministeriums